# Lynn Strait
James Lynn Strait, född 7 augusti 1968, död 11 december 1998, var en amerikansk sångare. Han var sångare i bandet Snot, men efter hans död bestämde sig de övriga bandmedlemmarna för att lägga ner bandet.
Lynn Strait dog i en bilolycka. Även hans hund, Dobbs, som var bandet Snots maskot, dog i olyckan.
En hyllningsskiva gjordes till Lynn, efter hans död. skivan heter Strait Up. Med på skivan finns artister som, Jonathan Davis (KoRn), Corey Taylor (Slipknot) Fred Durst (Limp Bizkit) Serj Tankian (System of a Down) Max Cavalera (Soulfly) Plus många fler.